# École du Centre de Rambervillers
Pour les articles homonymes, voir école du Centre.
L'école du Centre est une école et ancien couvent des religieuses bénédictines situé à Rambervillers, en France.

## Localisation
Compris au sein de la commune de Rambervillers, le monument est situé 10 rue Masson dans le département des Vosges en région Grand Est. 

## Historique
Vers 1600, un couvent de bénédictines fut fondé à Rambervillers, qui ouvrit une école. Catherine de Bar, née à Saint-Dié-des-Vosges et devenue religieuse à Bruyères, entra dans le couvent et fit profession en 1640. Catherine s'installa ensuite à Paris, où elle fonda en 1653 la Congrégation des Bénédictines du Très-Saint-Sacrement. Le premier monastère de la congrégation, installé à partir de 1659 dans la rue Cassette, fut à l'origine d'autres fondations ou d'autres monastères existants qui se joignirent à la congrégation. C'est le cas du couvent Notre-Dame de la Conception à Rambervillers en 1666. Après la dissolution du couvent en 1792 par la Révolution française, le bâtiment de l’École du Centre, construit en 1629, a été acquis par la commune et abrite aujourd'hui la médiathèque et l'école maternelle du Centre.

## Protection
La façade sud, y compris la tour, et la toiture correspondante sont inscrits au titre des monuments historiques par arrêté du 27 octobre 1995.